# Moxico (municipio)
Moxico è una municipalità dell'Angola appartenente alla Provincia di Moxico. Ha 177.017 abitanti (stima del 2006).
Il capoluogo è Luena.